# Leinetal bei Salzderhelden
Leinetal bei Salzderhelden este o arie protejată (arie de protecție specială avifaunistică — SPA) din Germania întinsă pe o suprafață de 1.129 ha, integral pe uscat.

## Localizare
Centrul sitului Leinetal bei Salzderhelden este situat la coordonatele 51°45′54″N 9°56′02″E / 51.765°N 9.9339°E.

## Înființare
Situl Leinetal bei Salzderhelden a fost declarat arie de protecție specială avifaunistică în iunie 2001 pentru a proteja 49 de specii de animale.

## Biodiversitate
Situată în ecoregiunea continentală, aria protejată nu include niciun habitat protejat.
La baza desemnării sitului se află mai multe specii protejate de  păsări (49): lăcar-de-rogoz (Acrocephalus schoenobaenus), fluierar de munte (Actitis hypoleucos), ciocârlie-de-câmp (Alauda arvensis), pescăruș albastru (Alcedo atthis), rață sulițar (Anas acuta), rață lingurar (Anas clypeata), rață mică (Anas crecca crecca), rață fluierătoare (Anas penelope), Anas platyrhynchos platyrhynchos, rață cârâitoare (Anas querquedula), Anas strepera strepera, Anser albifrons albifrons, gâscă cenușie (Anser anser), gâscă de semănătură (Anser fabalis), Ardea cinerea cinerea, rață-cu-cap-castaniu (Aythya ferina), rața moțată (Aythya fuligula), Bucephala clangula, Charadrius dubius curonicus, chirighiță neagră (Chlidonias niger), barză albă (Ciconia ciconia ciconia), erete de stuf (Circus aeruginosus), prepeliță (Coturnix coturnix), cristeiul de câmp (Crex crex), lebădă de iarnă (Cygnus cygnus), lebădă de vară (Cygnus olor), Fulica atra atra, becațină comună (Gallinago gallinago), Grus grus grus, scoicar (Haematopus ostralegus), sfrâncioc roșiatic (Lanius collurio), pescăruș râzător (Larus ridibundus), Limosa limosa limosa, privighetoare (Luscinia megarhynchos), ferestraș mic (Mergus albellus), Mergus merganser merganser, codobatura galbenă (Motacilla flava), Phalacrocorax carbo sinensis, bătăuș (Philomachus pugnax), Podiceps cristatus cristatus, Podiceps grisegena grisegena, cresteț pestriț (Porzana porzana), Rallus aquaticus aquaticus, mărăcinar (Saxicola rubetra), Tachybaptus ruficollis ruficollis, fluierar de mlaștină (Tringa glareola), fluierar cu picioare verzi (Tringa nebularia), fluierarul de zăvoi (Tringa ochropus), nagâț (Vanellus vanellus).